# Poste-frontière de Rafah
Le poste-frontière de Rafah (arabe : تقاطع حدود رفح, hébreu : מעבר רפיח) est un point de passage sur la frontière internationale séparant l'Égypte et la bande de Gaza (zone administrée par les Palestiniens, mais, depuis le 7 mai 2024, sous contrôle Israélien).

## Présentation
Le poste-frontière se trouve au sud de la ville gazaouïe de Rafah et au nord-est de celle égyptienne de Rafah, à proximité de l'aéroport international Yasser Arafat. Il est le point de départ sud de la route Salah ad-Din qui traverse la bande de Gaza jusqu'au poste-frontière d'Erez.
Il a été construit par les gouvernements égyptien et israélien après le traité de paix entre ces deux pays signé en 1979, qui entraîna le retrait de Tsahal de la péninsule du Sinaï.

## Histoire

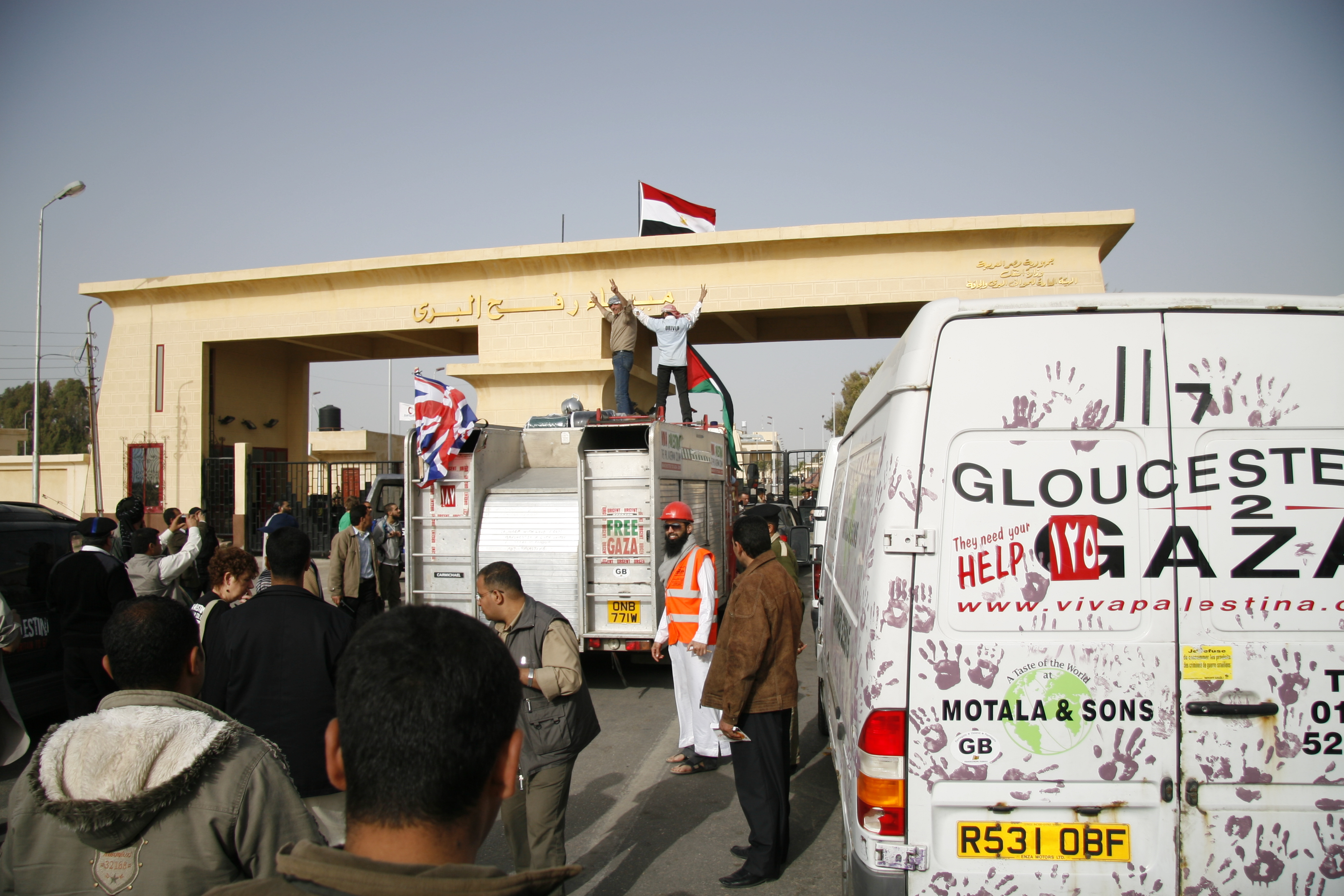
Passage d'un convoi d'aide humanitaire britannique en 2009.

Carte de la bande de Gaza et les différents points de passage ouverts et fermés dont celui de Rafah au sud-ouest.

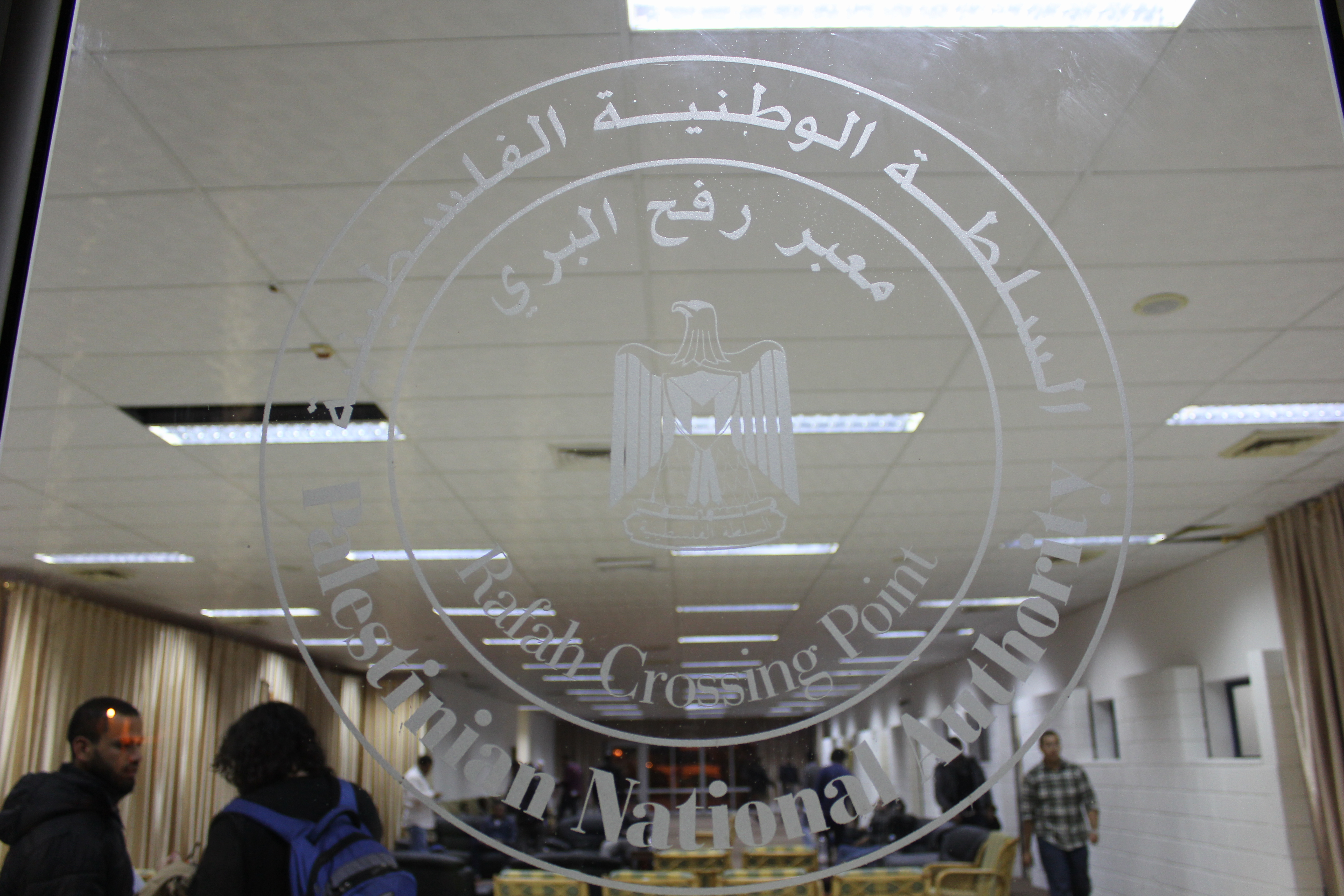
Poste-frontière de Rafah (2012)

En novembre 2017, le Hamas cède le contrôle du poste-frontière de Rafah au Fatah de Mahmoud Abbas.
Le 7 mai 2024, après l'attaque par le Hamas et la fermeture par Israël du poste-frontière de Kerem Shalom, l'armée israélienne en prend le contrôle, jusqu'alors sous la responsabilité du Hamas de façon à verrouiller la bande de Gaza, Israël affirmant que le Hamas l'utilisait à des fins terroristes. 
Dans le cadre du cessez-le-feu entre Israël et le Hamas, le poste frontiere est rouvert le 1er février 2025 pour permettre l'évacuation de malades vers l'Égypte ou l'étranger. 
Dans le cadre du plan israélien de déportation des Gazaouis, des dizaines de milliers d’habitants de la bande de Gaza sont transférés vers l’étranger par ce poste-frontière, l’aéroport d'Eilat-Ramon étant aussi utilisé.